# Platypalpus anomalinervis
Platypalpus anomalinervis är en tvåvingeart som beskrevs av Chvala 1971. Platypalpus anomalinervis ingår i släktet Platypalpus och familjen puckeldansflugor. Inga underarter finns listade i Catalogue of Life.